# Selsko Brdo
 Selsko Brdo  falu Horvátországban Zágráb megyében. Közigazgatásilag Pisarovinához tartozik.

## Fekvése
Zágráb központjától 30 km-re délnyugatra, községközpontjától 5 km-re délkeletre a Vukomerići-dombság nyugati szélén fekszik.

## Története
A falunak 1857-ben 193, 1910-ben 206 lakosa volt. Trianon előtt Zágráb vármegye Pisarovinai járásához tartozott. 2001-ben a falunak 119 lakosa volt.

## Lakosság
| Lakosság változása | Lakosság változása | Lakosság változása | Lakosság változása | Lakosság változása | Lakosság változása | Lakosság változása | Lakosság változása | Lakosság változása | Lakosság változása | Lakosság változása | Lakosság változása | Lakosság változása | Lakosság változása | Lakosság változása |
| ------------------ | ------------------ | ------------------ | ------------------ | ------------------ | ------------------ | ------------------ | ------------------ | ------------------ | ------------------ | ------------------ | ------------------ | ------------------ | ------------------ | ------------------ |
| 1857               | 1869               | 1880               | 1890               | 1900               | 1910               | 1921               | 1931               | 1948               | 1953               | 1961               | 1971               | 1981               | 1991               | 2001               |
| 193                | 195                | 188                | 209                | 206                | 206                | 208                | 204                | 220                | 219                | 213                | 188                | 157                | 121                | 119                |

## Külső hivatkozások
- Pisarovina község hivatalos oldala